# Les Chamois
Les Chamois est une série télévisée française en huit épisodes de 52 minutes créée par Olivier Chapelle et Frédéric Aylmer, diffusée d'abord en Belgique et en Suisse depuis le 5 décembre 2017 respectivement sur La Une et RTS Un, et en France du 11 décembre 2017 au 11 décembre 2018 sur TF1. Elle est rediffusée depuis le 9 décembre 2022 sur NRJ 12.

## Synopsis
Les Leroy et les Bernard sont deux familles totalement opposées, mais la fille aînée de la première et le fils aîné de la seconde s'aiment au grand désarroi des parents… Il faut dire qu'Étienne Leroy dirige une usine dans laquelle Krystel Bernard est déléguée syndicale et ils se détestent.

## Fiche technique
- Titre français : Les Chamois
- Réalisation : Philippe Lefebvre
- Scénario : Claire Borotra, Nassim Ben Allal, Julien Dupuy, Henri Roux
- Production : TF1 (co-production)
- Société(s) de production : Big Bang Films
- Pays d'origine :  France
- Langue originale : français
- Genre : Comédie
- Durée : 52 minutes
- Diffusion : 
  - Belgique : depuis le 5 décembre 2017 sur La Une[2]
  - Suisse : depuis le 5 décembre 2017 sur RTS Un
  - France : depuis le 11 décembre 2017 sur TF1[3]

## Distribution

### Acteurs principaux
Les Leroy
- François Berléand : Étienne Leroy, le père (et Michel, son jumeau)
- Isabelle Gélinas : Marie-Odile Leroy, la mère
- Stéphanie Crayencour : Emma Leroy, l'ainée
- Simon Parmentier : Thomas Leroy, le cadet

Les Bernard
- François Vincentelli : Thierry Bernard, le père
- Julie Depardieu : Krystel Bernard, la mère
- Édouard Court : Dylan Bernard, l'ainé
- Charlie Joirkin : Jessica Bernard, la cadette
- Talid Ariss : Kevin Bernard, le benjamin

### Acteurs secondaires
- Waly Dia : Maxime (saisons 1 et 2)
- Jonathan Lambert : Pierre Garcin le propriétaire des Chamois (saison 1)
- Benoît Michel : Antoine Dumont, l'ex-copain d'Emma (saison 1)
- Salvatore Adamo : lui-même (saison 1)
- Lou Gala : Chloé la copine de Kevin (saison 2)
- Olivier Baroux : Patrick, le maire et médecin (saison 2)
- Audrey Pirault : Lucille, la nouvelle propriétaire des Chamois (saison 2)
- Cécile Rebboah : Sabine, la femme de chambre des Chamois (saison 2)
- Philippe Uchan : le père Cyril (saison 2)

## Épisodes

### Saison 1 (2017)
Aucun titre pour ces deux épisodes de cette saison 1.

### Saison 2 (2018)
Aucun titre pour ces épisodes numérotés de 1 à 6

## Audiences

### Saison 1 (2017)
| Saison | Date             | Épisode   | Durée  | Audiences | PDM    |
| ------ | ---------------- | --------- | ------ | --------- | ------ |
| Pilote | 11 décembre 2017 | Épisode 1 | 52 min | 5 390 000 | 20,9 % |
| Pilote | 11 décembre 2017 | Épisode 2 | 52 min | 4 820 000 | 21,5 % |

### Saison 2 (2018)
| Saison | Date             | Épisode   | Durée  | Audiences | PDM    |
| ------ | ---------------- | --------- | ------ | --------- | ------ |
| 2      | 27 novembre 2018 | Épisode 1 | 52 min | 3 200 000 | 13,1%  |
| 2      | 27 novembre 2018 | Épisode 2 | 52 min | 2 690 000 | 13,3 % |
| 2      | 4 décembre 2018  | Épisode 3 | 52 min | 2 860 000 | 11,7%  |
| 2      | 4 décembre 2018  | Épisode 4 | 52 min | 2 250 000 | 10,8%  |
| 2      | 11 décembre 2018 | Épisode 5 | 52 min | 2 973 000 | 12,1 % |
| 2      | 11 décembre 2018 | Épisode 6 | 52 min | 2 470 000 |        |

Légende :
- plus hauts scores d'audiences
- plus bas scores d'audiences

## Tournage
Les deux premiers épisodes tests ont été tournés aux Gets en Haute-Savoie en avril 2017. Le faible enneigement a été une grosse contrainte. Lors du tournage de la saison 2, un accident de ski de François Berléand a obligé les scénaristes à rééecrire certaines scènes. Le tournage des épisodes de la saison 1 étaient prévus entre mars et juillet 2019, mais les audiences insuffisantes de la saison 2 abrègent prématurément la série.

## Festival
Les deux premiers épisodes ont fait partie de la sélection officielle du Festival de la fiction TV de La Rochelle en 2017 dans la catégorie « Séries 52' ».

## Réception critique
Moustique place la série dans la catégorie des « fictions de prestige, qui s'offre d'excellents auteurs et un casting de grands noms ». Télépro la qualifie de « comédie réjouissante […] dotée d'un casting quatre étoiles ».